# 真心之音廣播電台
真心之音廣播電台為台灣唯一以兒童、青少年為為收聽對象的民營非營利廣播電台，節目內容以生活教育為主紬。電台位於台北地區，目前尚為未立案電台，即一般俗稱「地下電台」，2011年調頻無線停播，轉為網路直播電台，成立發音至今(2015)19年。創辦人為媒體人 戴靜遠 先生，現41歲，23歲時成立廣播電台，從事電視後製工作近二十年。

## 電台簡史
- 1997年10月於台灣台北地區成立，發播調頻FM95.3，至今(2015)已餘十九年，為社區型態分眾文教性電台，但因經常遭其他未立案電台干擾，前後更換發射頻道不下15次，停播前最後的頻率為FM 95.5。原本名為超人氣電台，又改為動感電台，1997年9月後又改名為真心之音。
- 1998年，真心之音廣播電台網站成立。
- 2000年，成立全球網路廣播電台，24小時全天候網路直播。
- 2003年，以真心之音為母台串聯花東、金門地區立案電台進行時段性聯播

改名為真心之音聯播網，持續約半年即告終止，後又與馬祖地區新成立之馬祖生活資訊電台進行全時段聯播，但隨馬祖電台的易手宣告終止。

## 電台屬性
公益非營利跨宗教性電台，以十八歲以下兒童及青少年為收聽對象，節目內容以生活教育為主；節目製播、工程之成員皆為志工性質，每年並經常舉辦社區公益活動，至今已結合相當多之公、民營機關團體及基金會。
任何一個電台經營本身皆需消耗龐大資金，維持電台的開支以廣告為主，原理上真心之音廣播電台的屬性於廣播市場上是當難以生存的，因其公益、教育、收聽對象均較不為廣告主喜愛，真心之音縱然受青少年聽眾及其師長喜愛，但廣告收入方面依然難以推展，但可貴的是真心之音廣播電台之節目製播人員、工程人員為志工性質，不收任何費用甚至拿錢贊助電台開支，而器材供應商更以低於市場價格或贊助方式供給真心之音。
這應是台灣大力推展近用媒體近二十多年來的典範。

## 外部連結
- 真心之音廣播電台 （页面存档备份，存于）